# Erik Andersson i Lippinge
Erik Andersson (i riksdagen kallad Andersson i Lippinge), född 1759 i Odensala församling, Stockholms län, död 6 april 1826 i Alsike församling, Stockholms län, var en svensk riksdagsman i bondeståndet och häradsdomare.
Andersson företrädde Ärlinghundra, Långhundra och Seminghundra härader av Stockholms län vid den urtima riksdagen 1812. Han var då suppleant i förstärkta statsutskottet.